# Teotônio
Teotônio, właśc. Teotônio Pereira da Silva (ur. 2 lutego 1935 w Salvadorze) – brazylijski piłkarz, występujący na pozycji defensywnego pomocnika.

## Kariera klubowa
Teotônio występował w klubie Vitórii Salvador w 1957, CR Vasco da Gama w 1958 oraz Corinthians São Paulo. Z Vasco da Gama zdobył mistrzostwo stanu Rio de Janeiro – Campeonato Carioca w 1958.

## Kariera reprezentacyjna
W reprezentacji Brazylii Teotônio zadebiutował 15 września 1957 w przegranym 0-1 meczu z reprezentacją Chile, którego stawką było Copa Bernardo O’Higgins 1957. Drugi i ostatni raz w reprezentacji wystąpił 18 września 1957 w zremisowanym 1-1 meczu z reprezentacją Chile.